# 小行星6193
小行星6193（英語：6193 Manabe）是一颗围绕太阳公转的小行星。1990年8月18日，圓舘金、渡邊和郎在北见发现了此天体。
这颗小行星的绝对星等为303.44096等。